# Хостинг
Хо́стинг (англ. hosting, від слова host — приймати гостей) — послуга надання дискового простору, підключення до мережі та інших ресурсів для розміщення фізичної інформації на сервері, що постійно перебуває в мережі (наприклад інтернеті).
Поняття хостингу включає в себе широкий спектр послуг із використанням різного апаратного та програмного забезпечення. Зазвичай під поняттям послуги хостингу мають на увазі, як мінімум, послугу розміщення файлів сайту на сервері, на якому запущене ПЗ, необхідне для обробки запитів до цих файлів (вебсервер). Як правило, до послуг хостингу вже входить надання місця для поштової кореспонденції, баз даних, DNS файлового сховища тощо, а також підтримка функціонування відповідних сервісів, однак вони можуть надаватися і окремо. А саме, послуга може бути обмежена розміщенням поштової кореспонденції та відповідного ПЗ (поштовий хостинг), клієнтських файлів (файловий хостинг), виключно відео файлів (відео хостинг) або інших файлів певного типу та за певними умовами.
Послуги хостингу можуть надаватися у пакеті з іншими інформаційними послугами, такими як реєстрація доменного імені, створення сайту, надання додаткового ПЗ тощо.
Провайдерами хостингу можуть виступати як компанії, що спеціалізуються на цих послугах («хостери»), так і великі провайдери інформаційних послуг, що спеціалізуються на інших послугах (такі як Google, Microsoft, Yahoo та інші).
Розрізняють безкоштовний та платний хостинг. Безкоштовні «хостери» заробляють на тому, що розміщують рекламу на своїх сайтах або на наданні інших платних послуг (у пакеті з безкоштовними або опціонально).

## Види хостингу

### Повнофункціональний хостинг
- віртуальний хостинг (virtual hosting або shared hosting) — користувачеві надається частина місця на диску для розміщення вебсайтів. При цьому середовище виконання вебсервісів єдине для багатьох користувачів, а апаратні і програмні ресурси розподілені між усіма користувачами на одному сервері, де може розміщуватись від 50 до 1000 користувачів. Перевагами віртуального хостингу є відносно низькі ціни та набір послуг, що є адекватним для функціонування невеликого та оптимізованого сайту. Недоліками можна вважати те, що через розподілення ресурсів сервера між багатьма користувачами, надмірне споживання цих ресурсів одним сайтом може вплинути на роботу інших.
- віртуальний виділений сервер (VPS або VDS) — послуга, в рамках якої користувачеві надається так званий віртуальний виділений сервер. Спосіб управління операційною системою здебільшого відповідає управлінню фізичним виділеним сервером. Зокрема: права адміністратора, root-доступ, власні IP-адреси, порти, правила фільтрування і таблиці маршрутизації. Віртуальний сервер надає користувачеві більше можливостей і привілеїв, а часто і більше ресурсів, ніж віртуальний хостинг. Водночас він є в середньому і більш дорогим.
- виділений сервер (dedicated server) — надається сервер цілком. Використовується для реалізації нестандартних завдань (сервісів), а також розміщення «важких» вебпроектів, які не можуть співіснувати на одному сервері з іншими проектами і вимагають для себе всі ресурси сервера. Виділений сервер вважається найефективнішим, і водночас найдорожчим рішенням серед усіх видів хостингу. Управління таким сервером потребує від користувача більше технічних знань і навичок, ніж управління віртуальним хостингом.
- колокація (collocation) — надання місця в дата-центрі провайдера для обладнання клієнта (зазвичай шляхом монтажу в стійці) і підключення його до Інтернету. Дає можливість користуватися інфраструктурою дата центру, а саме системами охолодження повітря, пожежної безпеки тощо. Цією послугою користуються переважно досвідчені клієнти, що мають достатньо навичок для підключення і адміністрування власних серверів, або компанії, що самі надають інформаційні послуги.
- хмарний хостинг (cloud hosting або cloud storage) — це послуга з розміщення файлів користувача, за якої дані зберігаються на багатьох серверах, що розподілені у мережі. Файли зберігаються у так званій «хмарі», що фізично складається з серверів, які можуть знаходитися далеко один від іншого, але з точки зору користувача працюють як один потужний віртуальний сервер. Перевагами хмарного хостингу є можливість колективної роботи з даними та відсутність прив'язки до ресурсів одного окремого серверу.
- реселлер хостинг (reseller hosting) — хостинг з послугою перепродажу. Користувачеві надається можливість розподіляти дисковий простір і ресурси свого віртуального хостингу або серверу з метою розміщення на ньому сайтів третіх осіб, що можуть бути його клієнтами. Пакет послуг такого хостингу зазвичай включає спеціальне ПЗ для управління клієнтською базою, ресурсами, що надані клієнтам тощо.

За умовами надання хостинг часто поділяється на платний і безкоштовний. Зазвичай компанія, що надає безкоштовний хостинг, заробляє шляхом показу реклами на сторінках, розміщених на ньому. Безкоштовний хостинг, як правило, повільніше платного, надає тільки базові послуги і ненадійний. Також часто безкоштовний хостинг надається для того, щоб через якийсь час перевести користувача на платну основу, шляхом погіршення умов користування. Приватні особи для своїх домашніх сторінок на початковому етапі їх розвитку використовують безкоштовний хостинг. Громадські організації можуть використовувати як платний хостинг, так і безкоштовний. Комерційні організації практично завжди користуються послугами платного хостингу.

### Обмежений хостинг або хостинг певних послуг чи програм
- Вебхостинг
- E-mail хостинг
- DNS хостинг
- Ігровий хостинг
- Wiki farm

### Вебхостинг

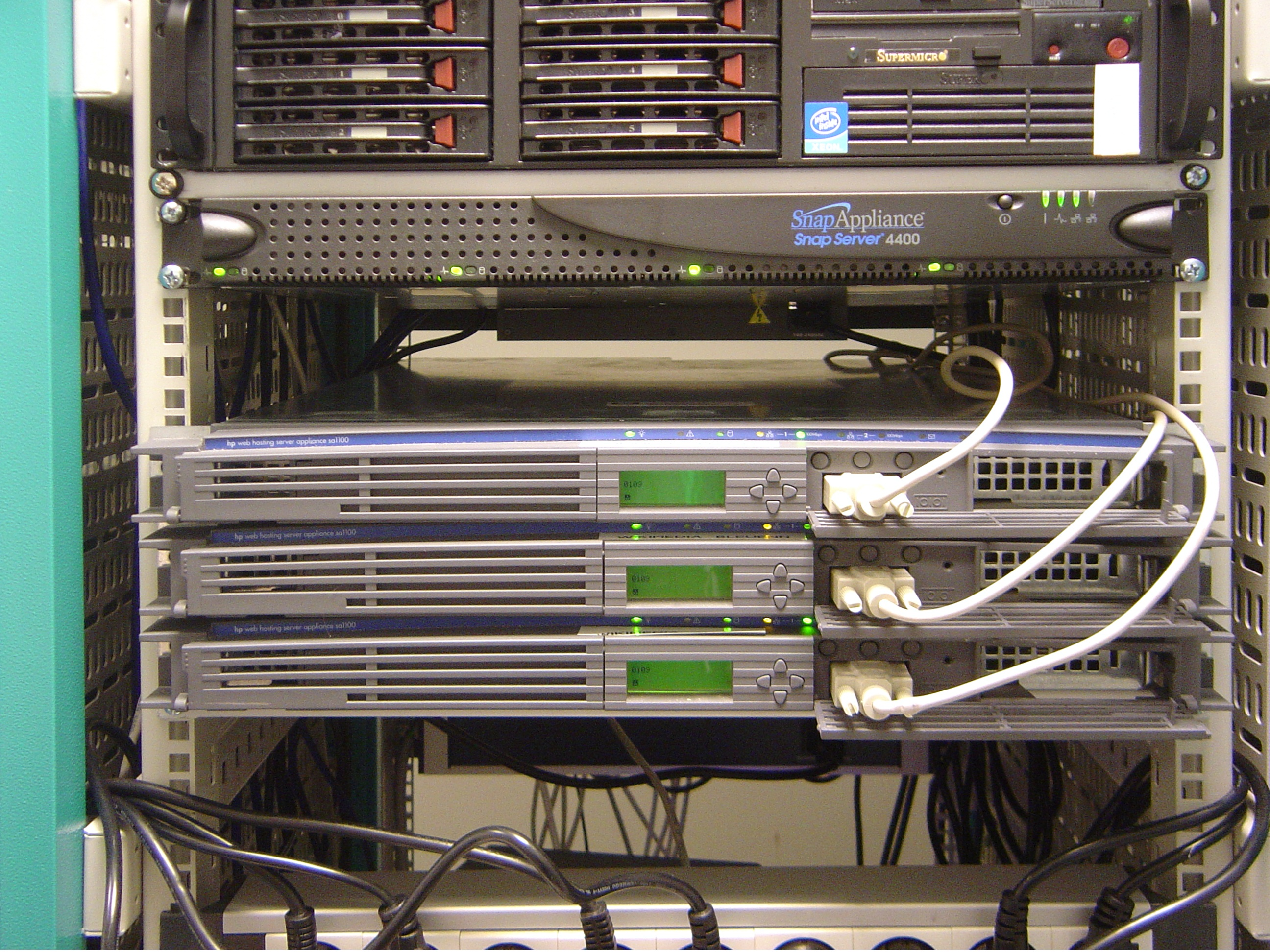
Приклад стійки серверів

Вебхостинг є одним із типів інтернет-хостингу, який дозволяє окремим особам та організаціям зробити свій вебсайт доступним через World Wide Web. Вебсайти компаній, які надають місце на сервері, що належать або орендовані для використання клієнтами, а також інтернет з'єднання, як правило, в центрі обробки даних. Вебсайти, можуть також надавати дані космічного центру та підключення до Інтернету для інших серверів, розташованих в центрі обробки даних, це має назву колокейшн, також відому як Housing в Латинській Америці чи Франції. Сфера послуг вебхостингу часто змінюється. Однак основними є вебсторінки та хостинг дрібних файлів, де файли можуть бути завантажені через File Transfer Protocol (FTP) або вебінтерфейси. Файли, як правило, доставляються в Інтернеті «як є» або з мінімальною обробкою.
Багато Інтернет-провайдерів (ISP) пропонують дану послугу безкоштовно для абонентів. Приватні особи та організації можуть також отримати вебсторінку хостингу від альтернативних постачальників послуг. Особистий вебсайт хостинг, як правило, безкоштовний або недорогий. Бізнес вебсайт хостинг часто платний.
Односторінковий хостинг використовується, як правило, у персональних вебсторінках. Комплексний сайт вимагає більш всеосяжний пакет, який забезпечує підтримку баз даних і розробки додатків платформи (наприклад, PHP, Java, Ruby на Rails, ColdFusion, або ASP.NET). Адже саме дані послуги дозволяють клієнтам написати або встановити скрипти для додатків, таких як форуми та управління контентом. Крім того, Secure Sockets Layer (SSL) зазвичай використовується для електронної комерції.
Хостинг може також забезпечити інтерфейс або панелі керування для управління вебсервера та установки скриптів, а також інші модулі та обслуговування додатків, таких як електронна пошта. Деякі хостинги спеціалізуються на певних програмах чи послугах (наприклад, електронна комерція), які зазвичай використовуються великими компаніями.

## Хостинг в Україні
Ринок хостингу активно розвивається, велика кількість учасників ринку (провайдерів хостингу) створює конкуренцію, що, своєю чергою, сприяє поступовому підвищенню якості послуг і гнучкості цінової політики.
Перелік послуг хостерів досить великий. Так, основні види сервісів, які надають хостери в Україні, це:
- вебхостинг (віртуальний хостинг)
- віртуальний виділений сервер
- виділений сервер
- колокація
- хмарний хостинг (хмарне сховище)

Для вебхостингу використовують технології розподілення дискового простору і ресурсів сервера між користувачами, в основному на Unix-подібних операційних системах. Серед панелей управління також популярними є cPanel (найпоширеніша), ISPManager та DirectAdmin. Основними технологіями віртуалізації та створення віртуальних виділених серверів на Windows є Xen, KVM, Hyper-V та Cloud VPS, а на Linux: OpenVZ, Xen, KVM, та Cloud VPS.
В Україні деякі компанії надають послуги хостингу зі встановленими системами керування вмістом (англ. Content Management System, CMS), це дає можливість швидко інсталювати сайти на таких безкоштовних платформах як Wordpress чи Joomla!.